# Timothy Ahearne
Timothy Joseph „Tim” Ahearne (ur. 18 sierpnia 1885 w Athea w Irlandii, zm. 12 grudnia 1968 w  Deposit w Stanach Zjednoczonych) – irlandzki lekkoatleta startujący w barwach Wielkiej Brytanii, mistrz olimpijski w trójskoku z Londynu w 1908.
Urodził się w Dirreen, przysiółku miejscowości Athea w hrabstwie Limerick. Na igrzyskach olimpijskich w 1908 w Londynie reprezentował Wielką Brytanię, ponieważ Irlandia nie była uznawana przez MKOl. W trójskoku Ahearne zdobył złoty medal przed Kanadyjczykiem Garfieldem MacDonaldem, którego pokonał o 16 cm. Wynik Ahearne'a – 14,92 m był nowym rekordem świata. Na tych samych igrzyskach Ahearne startował również w skoku w dal (zajął 8. miejsce), w skoku w dal z miejsca (dokładne miejsce nieznane, poza pierwszą szóstką) oraz w biegu na 110 metrów przez płotki (odpadł w półfinale).
Po powrocie do Irlandii Ahearne uzyskał w skoku w dal odległość 7,57 m, tylko o 4 cm mniej od rekordu świata Petera O’Connora. W 1909 skoczył nawet 7,71 m, ale wynik nie został uznany za rekord, ponieważ rozbieg był pochyły w dół. W tym samym roku zdobył mistrzostwo Wielkiej Brytanii (AAA) w skoku w dal.
W 1910 Ahearne wyemigrował do Stanów Zjednoczonych w ślad za swym młodszym bratem Danem. Dan Ahearn (nazwisko zostało zmienione po przybyciu do USA) odebrał swemu bratu rekord świata w trójskoku skacząc 15,39 m 31 lipca 1909 w Bostonie. Timothy Ahearne był wicemistrzem USA (AAU) w trójskoku w 1911, 1913, 1914 i 1916, zawsze za swym bratem.